# Je reste!
Je reste! (dt.: „Ich bleibe!“) ist eine französische Filmkomödie von Diane Kurys aus dem Jahr 2003 mit Sophie Marceau und Vincent Perez in den Hauptrollen.

## Handlung
Marie-Dominique, genannt „Marie-Do“, und Bertrand Delpire sind seit zehn Jahren miteinander verheiratet. Marie-Do hat ihre eigenen Bedürfnisse bisher stets hinter die ihres Mannes gestellt. Während Bertrand als Bauingenieur viel unterwegs ist, kümmert sich Marie-Do um den gemeinsamen Sohn Jérôme und sorgt dafür, dass sich Bertrand zuhause in ihrer Pariser Wohnung rundherum wohl fühlt. Auch bei seiner großen Leidenschaft, dem Radrennfahren, unterstützt sie ihren Mann bedingungslos und fährt ihm bei seinem Training jedes Wochenende mit dem Auto hinterher. Bertrand nimmt ihre Aufopferungsbereitschaft als selbstverständlich hin und findet nichts dabei, sie auf seinen Dienstreisen nach Rio de Janeiro mit den Flugbegleiterinnen zu betrügen.
Weil Bertrand keine Lust hat, mit Marie-Do am Wochenende einen vietnamesischen Liebesfilm im Kino zu sehen, geht Marie-Do schließlich allein. Als sie dort von einem Mann sexuell belästigt wird, lernt sie den Drehbuchautor Antoine kennen. Auf der Suche nach einem geeigneten Geburtstagsgeschenk für den Chef ihres Mannes trifft Marie-Do Antoine in einem Buchladen wieder. Antoine will ihr bei der Wahl helfen und erklärt sich nur zu gern bereit, sie auch beim Kauf des Kleids zu beraten, das sie bei der Geburtstagsfeier tragen wird. Dass sie bei der Feier in einem roten Kleid auftaucht und seinem Chef ein Buch über erotische Gemälde geschenkt hat, passt Bertrand so gar nicht – auch wenn seinem Chef das Geschenk gefällt und seine Kollegen ihn um seine umwerfend aussehende Frau beneiden. Wütend fährt er sie nach Hause, wo er sich dann – zum Ärger seiner Nachbarin – wie so oft Chansons von Jacques Brel anhört.
Marie-Do trifft sich schließlich erneut mit Antoine. Seine Aufmerksamkeit verleiht ihr mehr Selbstvertrauen, worauf sie sich zunehmend vom ichbezogenen Bertrand zu emanzipieren versucht. Während sie wieder einmal Bertrand bei seinem Radrenntraining hinterherfährt, telefoniert sie mit Antoine und hat schließlich von den hinter ihr hupenden Autos genug. Sie überholt Bertrand und fährt zu einem Rastplatz. Als Bertrand dort erschöpft eintrifft, sagt sie ihm, dass sie seinen Egoismus und seine Bevormundung satt habe und die Scheidung einreichen werde. Da die gemeinsame Wohnung von ihrer Großmutter an sie vererbt wurde, soll Bertrand ausziehen und sich eine andere Bleibe suchen. Während sich Marie-Do von einem Mann mitnehmen lässt, jedoch noch die Autoschlüssel bei sich hat, muss Bertrand mit dem Fahrrad über 200 Kilometer nach Paris zurückfahren. Dort kommt er zunächst im Haus seiner Schwiegereltern unter.
Als sein nächster Flug nach Rio gestrichen wird, kehrt Bertrand unerwartet nach Hause zurück und findet Antoine neben Marie-Do im Ehebett vor. Antoine kann sich vor Bertrand ins Badezimmer flüchten und schlägt ihn kurz darauf mit einem Haartrockner nieder. Entschlossen sein Revier zu verteidigen und in der Wohnung zu bleiben, sorgt Bertrand dafür, dass er eine Lungenentzündung bekommt und krankgeschrieben wird. Marie-Do, die seinen Plan sofort durchschaut, ist ernüchtert zu erfahren, dass ohne seine Einwilligung die Scheidung nicht vollzogen werden kann. Während Bertrand demonstrativ mehr Zeit mit Sohn Jérôme verbringt, lässt Marie-Do die Wohnung für eine Kunstausstellung herrichten. Bertrand geht daraufhin zu Antoine und wirft ihm vor, seine Ehe zerstört zu haben. Antoine, dem Bertrands und Marie-Dos Eheprobleme als Vorlage für sein neuestes Drehbuch dienen, lässt sich auf einen Deal mit Bertrand ein. Um mehr Stoff für sein Skript zu bekommen, gibt er Bertrand Ratschläge, wie dieser Marie-Do wieder zurückgewinnen kann. Er verrät ihm zudem, dass er mit Marie-Do und Jérôme in seinem Strandhaus in der Normandie Urlaub machen wird. Dass Bertrand dort wie zufällig mit seinem Fahrrad vorbeikommt, verdirbt Marie-Do gehörig die Laune. 
Zurück in Paris will Marie-Do ihre Wohnung verkaufen. Ein paar Monate später lebt sie mit Jérôme in einer neuen Wohnung; als Käufer der alten stellt sich Bertrand heraus. Dort übergibt ihm Antoine sein inzwischen fertiggeschriebenes Drehbuch. Marie-Do kommt auch vorbei und meint, das Drehbuch sei zwar witzig, doch das Ende gefalle ihr nicht. Sie hätte es lieber, wenn sich die Protagonistin am Ende einen neuen Liebhaber sucht, der noch dazu einen Porsche fährt. Als Bertrand Antoine beim Radfahren mit Jérôme im Auto begleitet, treffen sie an einer Kreuzung auf Marie-Do in einem Porsche. Sie stellt ihnen John, ihren neuen Liebhaber, vor. Bertrand nimmt daraufhin Antoine das Fahrrad weg, wirft es in eine Pfütze und sagt Marie-Do, dass er immer zu egoistisch gewesen sei, um zu erkennen, wie sehr er sie liebe. Marie-Do verabschiedet sich von John und Bertrand fällt ihr erleichtert in die Arme. Zusammen mit Jérôme laufen sie Hand in Hand die Straße entlang, während ihnen Antoine perplex hinterherschaut.

## Hintergrund
Die Dreharbeiten fanden unter anderem in Paris, in Blonville in der Normandie sowie in Rio de Janeiro statt. Das Kostümbild gestaltete Caroline de Vivaise. Das Budget betrug 10,43 Millionen Euro. Die Hauptdarsteller Sophie Marceau und Vincent Perez hatten bereits zehn Jahre zuvor in Fanfan & Alexandre ein Liebespaar gespielt. Beide Filme wurden von Alain Terzian produziert.
Je reste! startete am 1. Oktober 2003 in den französischen und belgischen Kinos. In Frankreich sahen den Film rund 740.000 Zuschauer. In Deutschland wurde er bislang nicht veröffentlicht. 

## Kritiken
„Während Sophie Marceau in unmöglichen Situationen noch einen gewissen Charme versprüht, lassen ein blasser Berling und ein wieder einmal beklagenswerter Perez den Film zu einem einzigen Trauerspiel werden“, befand Nicolas Bardot von Film de Culte. Für Louise Keller von Urban Cinefile war Je reste! eine ungewöhnliche Dreiecksgeschichte, die „mit einem originellen Skript und einer unwiderstehlichen Hauptdarstellerin allerhand zu bieten“ habe.